# Kolonos (Alpaerts)
Kolonos è una cantata per solisti (soprano, tenore, basso), coro e orchestra composta nel 1901 da Flor Alpaerts su testo di Pol de Mont (1857-1931).
La composizione, che dura all'incirca 24", riprende il tema dell'Edipo a Colono di Sofocle.